# Happy Xmas (War Is Over)/Listen the Snow Is Falling
Happy Xmas (War Is Over)/Listen, the Snow is Falling è un singolo discografico di John Lennon e Yōko Ono, pubblicato nel 1971 negli Stati Uniti e, l'anno dopo, nel Regno Unito.

## Tracce

### 7" Single(Apple R-5970)[7](1971)
Lato A
1. Happy Xmas (War Is Over) – 3:34 (John Lennon & Yōko Ono)

Lato B
1. Listen, the Snow is Falling – 4:49 (Yōko Ono)

### 7" Single(Apple 1A 006-05183 [nl])[7](1981)
Lato A
1. Happy Xmas (War Is Over) – 3:34 (John Lennon & Yōko Ono)

Lato B
1. Listen, the Snow is Falling – 4:49 (Yōko Ono)

## Formazione
- John Lennon – voce, 1ª chitarra, pianoforte (lato A)
- Yōko Ono – voce
- Teddy Irwin, Hugh McCracken, Chris Osbourne, Stuart Scharf – chitarre
- Nicky Hopkins – pianoforte, glockenspiel
- Jim Keltner – batteria
- Harlem Community Choir, May Pang – cori (lato A)

Alcune fonti hanno inoltre menzionato Klaus Voormann al basso, che però non era potuto essere presente a causa di un ritardo nel suo volo. La sua parte di basso fu eseguita da uno dei quattro chitarristi presenti.

## Classifiche
| Classifica  | Posizione raggiunta |
| ----------- | ------------------- |
| Paesi Bassi | 2                   |
| Regno Unito | 2                   |
| Stati Uniti | 3                   |
| Norvegia    | 3                   |
| Italia      | 8                   |
| Svezia      | 46                  |
| Svizzera    | 57                  |